# Columbofília

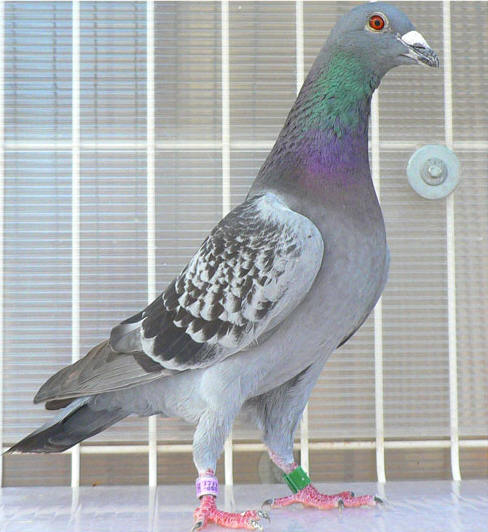
Colom missatger.

La columbofília és la criança i ensinistrament de coloms missatgers, capaços de tornar al seu colomar des de punts distants. La utilització de coloms per a aquest fi va tenir el seu auge en l'Antiguitat. En el segle xix, va esdevenir més aviat un esport que ja no té com finalitat dur missatges i sí recórrer un trajecte a la major velocitat possible (distància recorreguda / temps) amidat mitjançant rellotges especials.
Els competidors s'afilien a un club columbòfil, on aquests duen els seus coloms que van ser prèviament ensinistrats i el club s'encarrega d'organitzar les competicions i marcar les regles. Aquests clubs assessoren els afiliats sobre aspectes com la criança i cures dels coloms.
En algunes zones es van arribar a emetre fins i tot segells postals per a aquest ús particular. El primer concurs columbòfil que es coneix data del 15 de juny de 1820. En aquesta època és també quan els diferents exèrcits estableixen l'aplicació de la columbofília, coneguda com a columbofília militar, que va tenir el seu auge durant la Primera Guerra Mundial. Després de la Segona Guerra Mundial es va abandonar gairebé completament l'ocupació de coloms missatgers en favor de les telecomunicacions modernes.
En l'art, el motiu de la columbofília va tenir el seu apogeu també al segle xix; en l'actualitat encara és un tema en el disseny de segells postals, tot i que aquest producte es rarifica pel correu electrònic. La columbofília és en l'actualitat escassa dintre de la filatèlia.

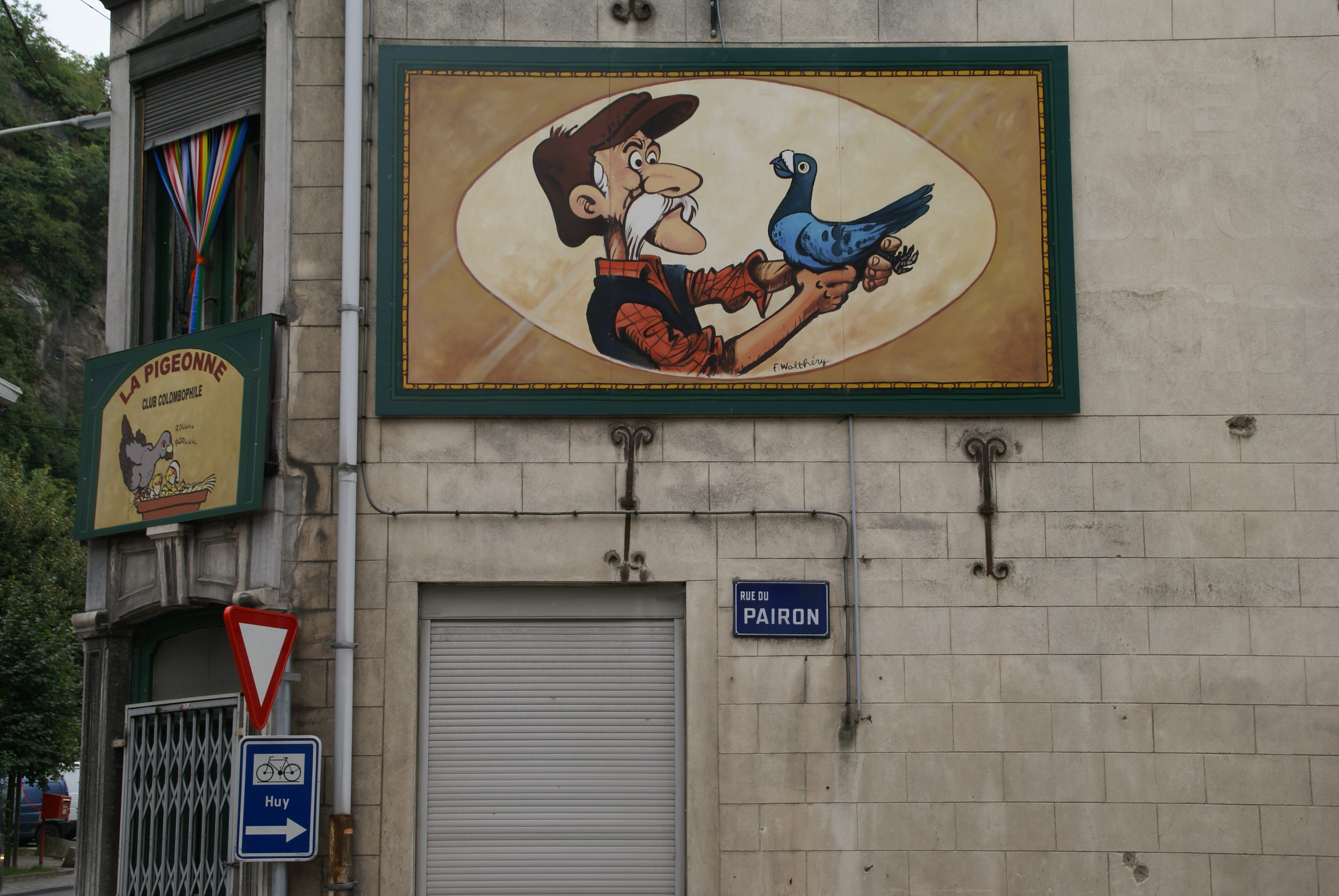
Un club columbòfil a Statte (Huy) a Bèlgica amb uns dibuixos d'en François Walthéry a Bèlgica

Actualment, les competicions més llargues s'efectuen des de Barcelona fins al nord d'Països Baixos (aprox. 1100 km). Com esport el país que compta amb més llicències és la Xina (300.000 llicències el 2005) seguida d'Alemanya (58.000), Bèlgica (43.000), Polònia (43.000), Regne Unit (37.800) i Països Baixos (29.800). Hi ha altres països o regions on es practica la columbofília a menor escala, com Mèxic i alguns de Sud-amèrica.
Existeix també una Olímpiada Columbòfila. Espanya ocupa, aproximadament, el dèse lloc a nivell mundial. A Espanya el primer colomar militar data de 1879 i actualment els colomars militars estan integrats en el Servei Columbòfil Militar (SCM), que és a més l'encarregat de regular la possessió i utilització de coloms missatgers a Espanya. El nombre de llicències a Espanya el 1999 era de 4.200 amb 320.000 coloms i el SCM posseïa 5 colomars amb 600 coloms. Dintre d'Espanya, les Illes Canàries són el principal focus d'aficionats, sobrepassant el 40% del total de llicències del país, seguit de les Illes Balears amb un 25%. En el cas de Canàries l'abundància de practicants deriva de la forta influència que el Regne Unit va exercir durant el segle xix a l'arxipèlag.
Existeixen diverses línies de coloms missatgers que es coneixen com a races i que generalment duen el nom del criador que els ha desenvolupat, i s'ha assolit mantenir les característiques de la raça a través de les generacions. Existeixen races que són aptes per a competicions curtes, denominades de velocitat (fins a 500 km aprox) i existeixen races aptes per a volar competicions amb majors distàncies, denominades de fons.
Dins l'àmbit català cal destacar el colomer Carlos Márquez Prats que fou elegit president de la Federació Internacional de Columbofília durant tres legislatures consecutives des de 1991 fins a 1997. A les Illes Balears cal destacar el Dr. Vicente Roca Montanari com a jutge nacional i internacional havent participat en diverses olimpíades columbòfiles com a tal.